# Brilliance FSV
O FSV (também vendido como BS2 em alguns mercados) é um sedan de porte médio, fabricado pela chinesa Brilliance Auto desde 2009. Sua venda no mercado brasileiro foi descartada, após a alta do IPI para automóveis importados. Uma unidade foi importada oficialmente para o Brasil, afim de apresentação interna à revendedores no país. Com o cancelamento dos planos de importação, o automóvel foi leiloado em 2012.